# Jhalu
Jhalu là một thị xã và là một nagar panchayat của quận Bijnor thuộc bang Uttar Pradesh, Ấn Độ.

## Địa lý
Jhalu có vị trí 29°21′B 78°15′Đ / 29,35°B 78,25°Đ Nó có độ cao trung bình là 225 mét (738 feet).

## Nhân khẩu
Theo điều tra dân số năm 2001 của Ấn Độ, Jhalu có dân số 18.701 người. Phái nam chiếm 52% tổng số dân và phái nữ chiếm 48%. Jhalu có tỷ lệ 46% biết đọc biết viết, thấp hơn tỷ lệ trung bình toàn quốc là 59,5%: tỷ lệ cho phái nam là 53%, và tỷ lệ cho phái nữ là 38%. Tại Jhalu, 19% dân số nhỏ hơn 6 tuổi.